# قلاده

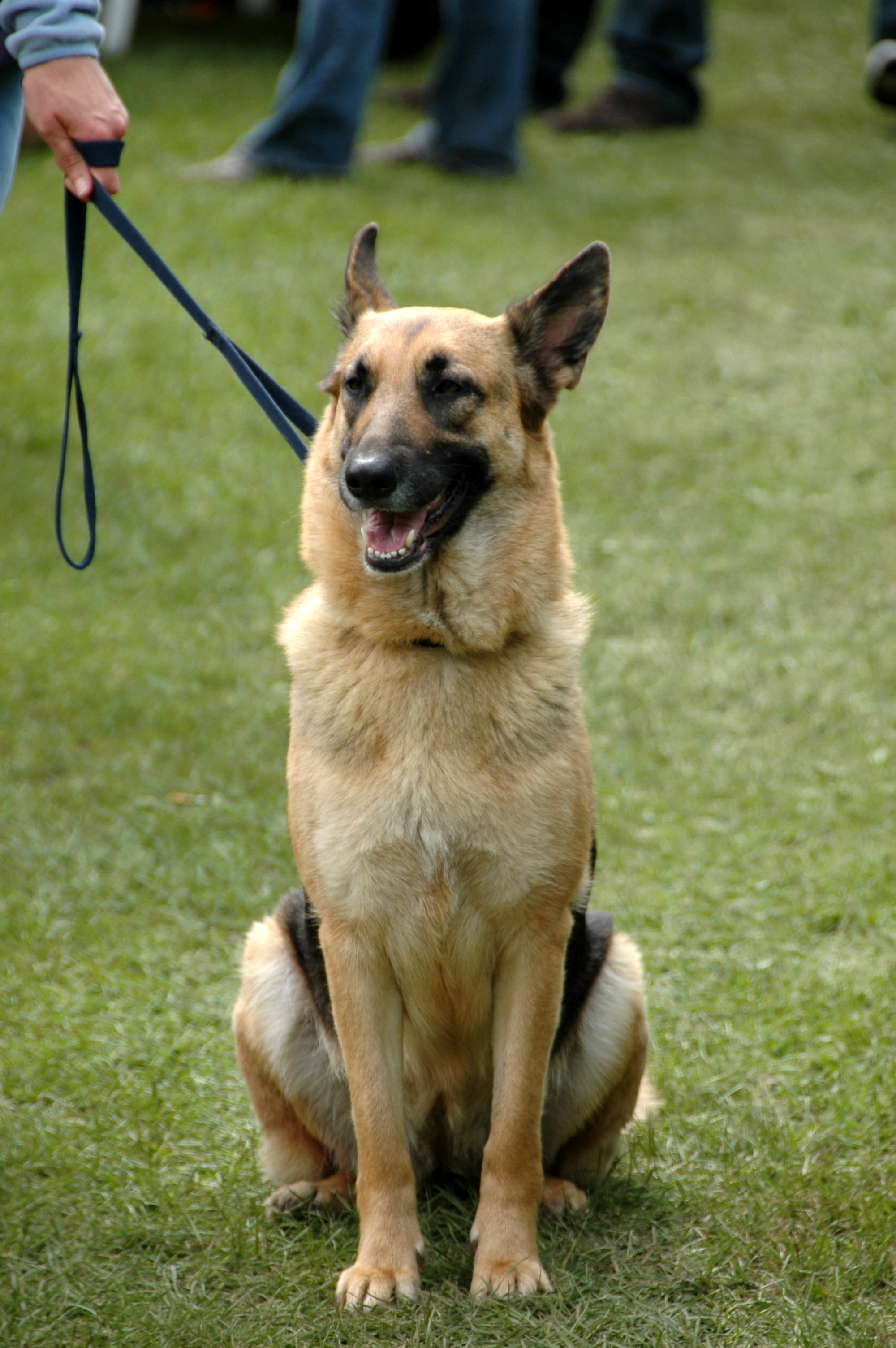
سگ ژرمن شپرد با قلاده

قَلّاده یا گردن‌بند سگ (به انگلیسی: Dog collar) به گردن‌بندی گفته می‌شود که بر گردن حیوانات به‌ویژه سگ‌ها می‌آویزند. از واژه قلاده در معنای مجازی به عنوان واحد شمارش سگ‌سانان و گربه‌سانان هم استفاده می‌شود.
قلاده واژه‌ای در اصل سریانی به معنی گردن‌بند است.